# Maria Kannegaard

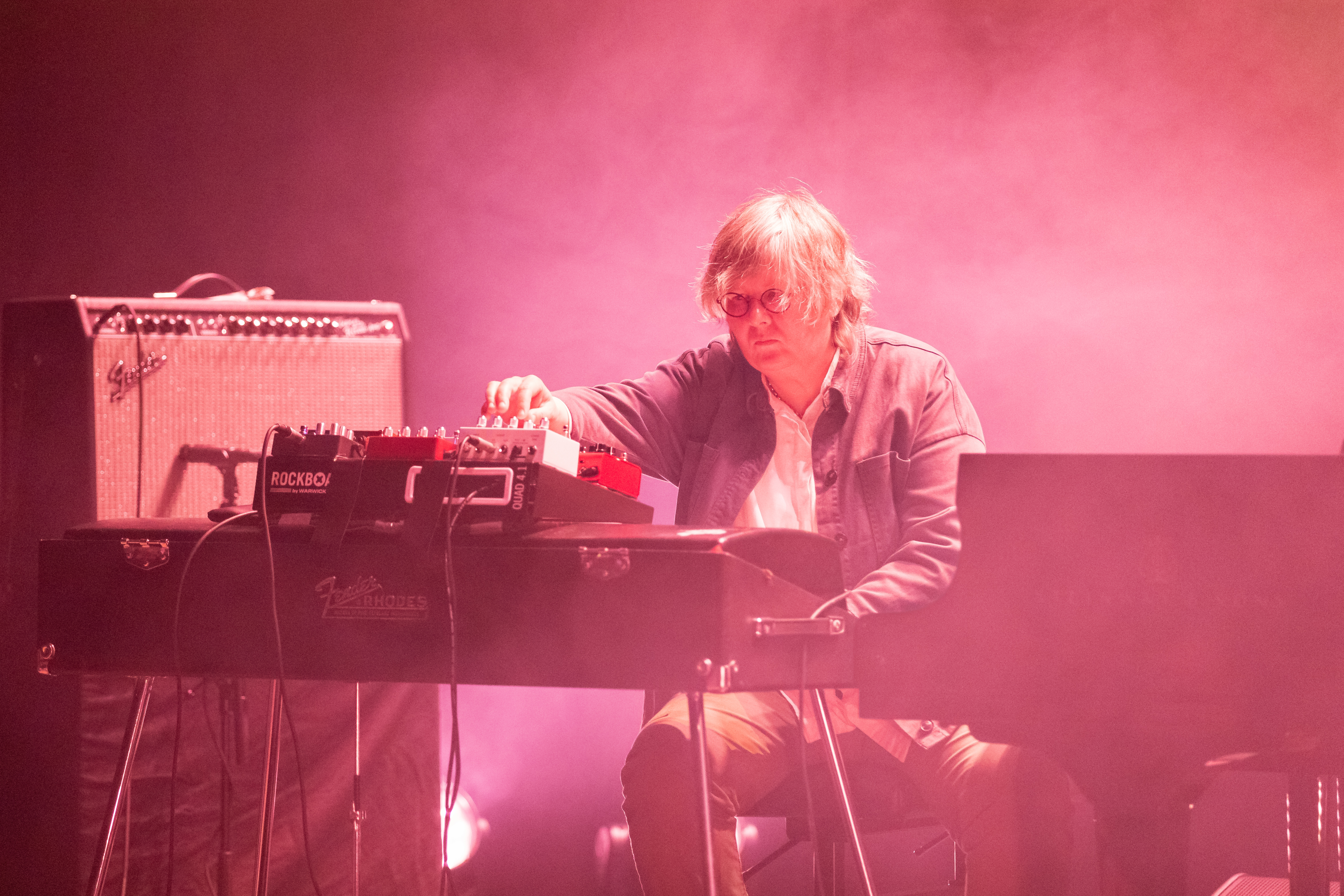
Maria Kannegaard auf der Bühne in Munch, Oslo 2024
Foto von Tore Sætre

Maria Kannegaard (* 6. Oktober 1970 in Kopenhagen) ist eine norwegische Jazzmusikerin (Piano, Komposition).

## Leben und Wirken
Kannegaard erhielt bereits mit sechs Jahren klassischen Klavierunterricht; bald begann sie, eigene Lieder zu komponieren. Seit ihrem zehnten Lebensjahr lebt sie in Norwegen. Nachdem ihr 1985 ein Mitschüler eine Platte von Bill Evans vorspielte, entdeckte sie den Jazz. Sie spielte in Bands wie dem Quintett Alibi und dem Ensemble Tingeling um die Sängerin Eldbjørg Raknes. Von 1992 bis 1996 studierte sie im Jazzstudiengang am Trondheim Musikkonservatorium.
1997 gründete Kannegaard ihr eigenes Trio mit dem Bassisten Mats Eilertsen und dem Schlagzeuger Thomas Strønen, die sie beide aus dem Studium kannte. Das Debütalbum des Maria Kannegaard Trio erschien im August 2000 unter dem Titel Breaking the Surface. Erst 2005 erschien ihr zweites Album, Quiet Joy, das Bugge Wesseltoft produzierte und wiederum gute Kritiken erhielt. 2007 erschien das Album Live in Oslo als Produktion mit ihrem Trio und dem Trondheim Jazz Orchestra, gefolgt von dem Trioalbum Camel Walk, nun mit dem Bassisten Ole Morten Vågan. Im selben Jahr erweiterte sie ihr Trio um den Saxophonisten Håkon Kornstad, um das Quartettalbum Maryland aufzunehmen. In unterschiedlichen Konstellationen trat sie beim Kongsberg Jazzfestival 2011 und beim Trondheim Jazz Festival 2013 auf (Doppelalbum 2017). 2019 erschien ihr experimentelles Soloalbum Nådeslås, das für den Spellemannprisen 2019 nominiert wurde. Den Spellemannprisen 2020 erhielt sie in der Kategorie „Jazz“ für das Album Sand i en vik mit ihrem Trio. 2023 legte sie mit ihrem Trio das Album Live at Dokkhuset vor.

## Diskographische Hinweise
- Kongsberg Jazzfestival 2011 / Trondheim Jazzfestival 2013 (Jazzland, 2017, mit Ole Morten Vågan, Thomas Strønen sowie Siri Gjære, Ola Kvernberg bzw. Per Jørgensen, Ståle Storløkken)
- Sand i en vik (Jazzland, 2020, mit Ole Morten Vågan, Thomas Strønen)